# Chevrolet Brookwood
Chevrolet Brookwood – samochód osobowy klasy wyższej produkowany pod amerykańską marką Chevrolet w latach 1958–1961 oraz ponownie w latach 1969–1972.

## Pierwsza generacja

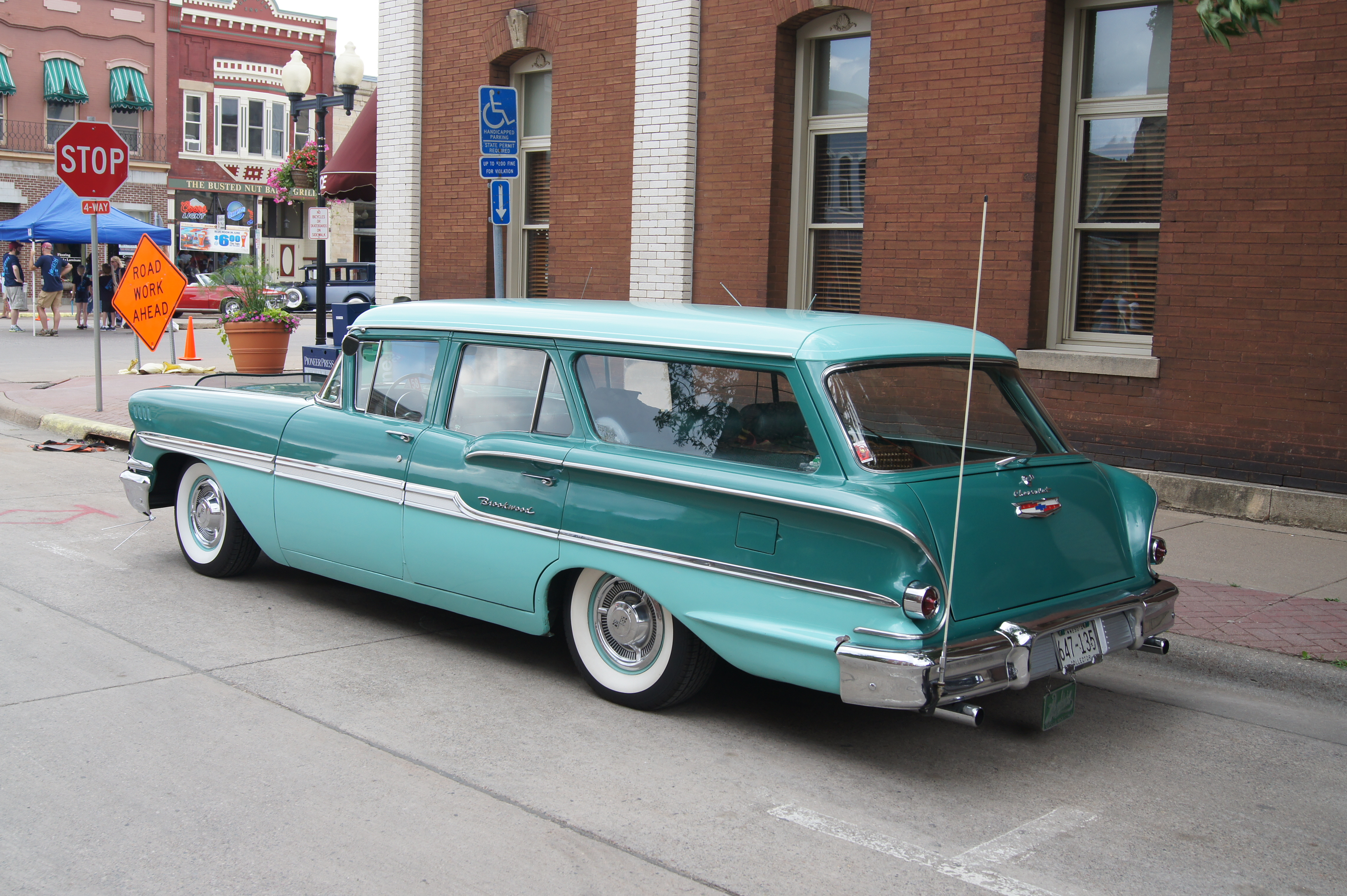
Chevrolet Brookwood I - tył

Chevrolet Brookwood I został zaprezentowany po raz pierwszy w 1958 roku.
Model Brookwood pojawił się w ofercie Chevroleta jako uzupełnienie obszernej na przełomie pierwszej i drugiej połowy XX wieku oferty dużych kombi, oferując obszerną kabinę pasażerską, a także przedział bagażowy o uniwersalnym przeznaczeniu umożliwiającym także przewiezienie dodatkowego grona pasażerów.
Pierwsza generacja Chevroleta Brookwood charakteryzowała się masywnym nadwoziem, które poza opcjonalnym dwukolorowym malowaniem zyskało także liczne chromowane ozdobniki zdobiące zarówno panele boczne nadwozia, jak i np. atrapę chłodnicy.

### Silniki
- L6 3.9l
- V8 4.6l
- V8 5.7l

## Druga generacja

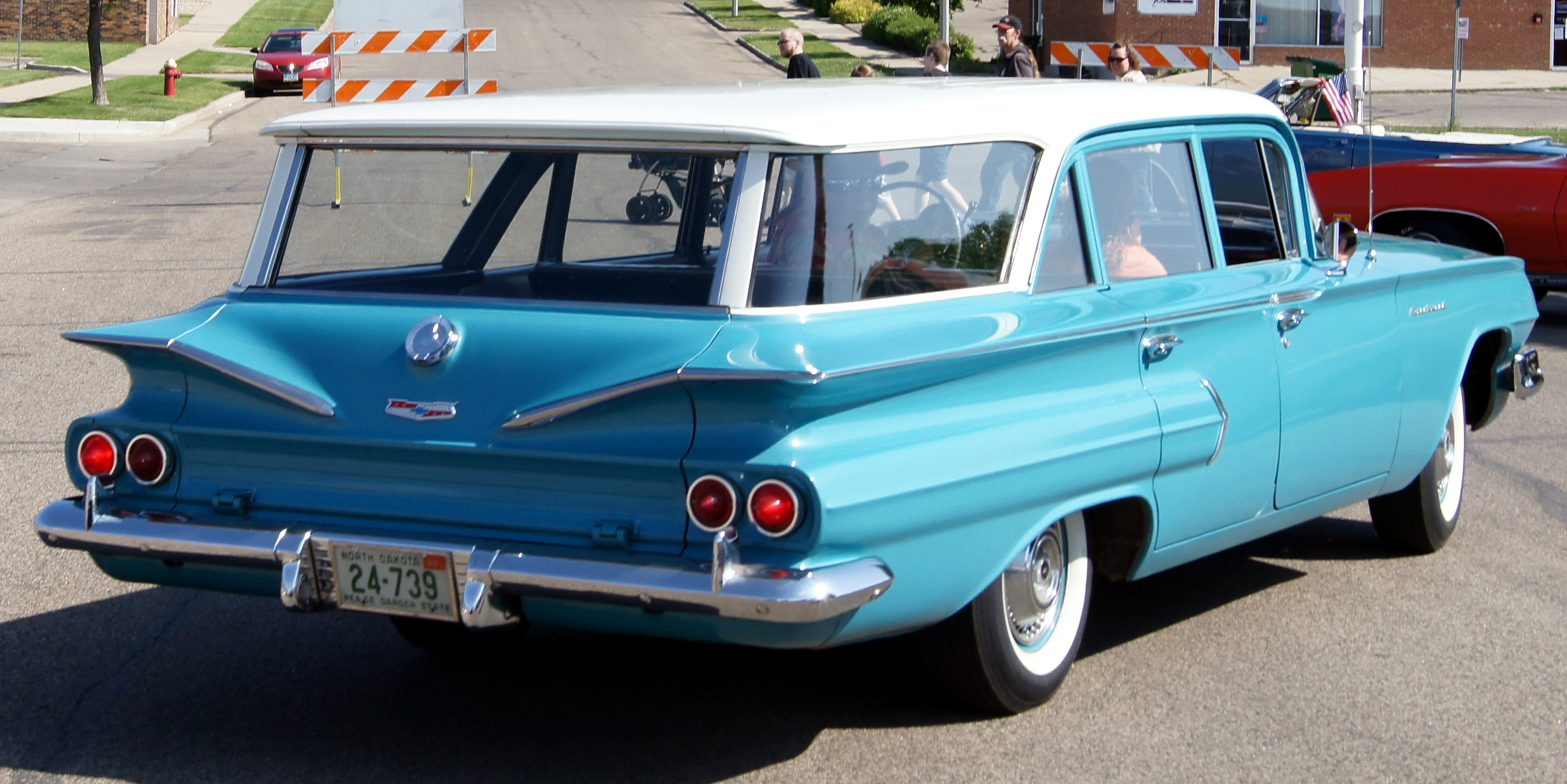
Chevrolet Brookwood II - tył

Chevrolet Brookwood II został zaprezentowany po raz pierwszy w 1959 roku.
Po niespełna rok trwającej produkcji dotychczasowego wcielenia, Chevrolet zdecydował się przedstawić kolejne wcielenie modelu Brookwood. Samochód został ponownie oparty na bazie innych dużych modeli oferowanych wówczas przez Chevroleta.
Druga generacja Brookwooda zyskała mniej awangardowo ukształtowaną karoserię, choć wciąż bogato zdobionej w przetłoczenia. Masywny pas przedni z pierwszej generacji zastąpiła niżej usadzona maska zdominowana przez podwójne reflektory i dużą, chromowaną atrapę chłodnicy.

### Silniki
- L6 3.9l
- V8 4.6l
- V8 5.7l

## Trzecia generacja
Chevrolet Brookwood III został zaprezentowany po raz pierwszy w 1960 roku.
Trzecia generacja Brookwooda została tym razem szczególnie spokrewnioną konstrukcją owbec modelu Biscayne, będąc de facto odmianą kombi tej dużej limuzyny.
Podobnie jak pokrewne konstrukcje z gamy Chevroleta, także Brookwood zyskał charakterystyczne, podwójne okrągłe reflektory umieszczone nisko w pasie przednim. Tylną część zdobiła z kolei trójkątna lotka w centralnym punkcie klapy bagażnika.

### Silniki
- L6 3.9l
- V8 4.6l
- V8 5.7l

## Czwarta generacja

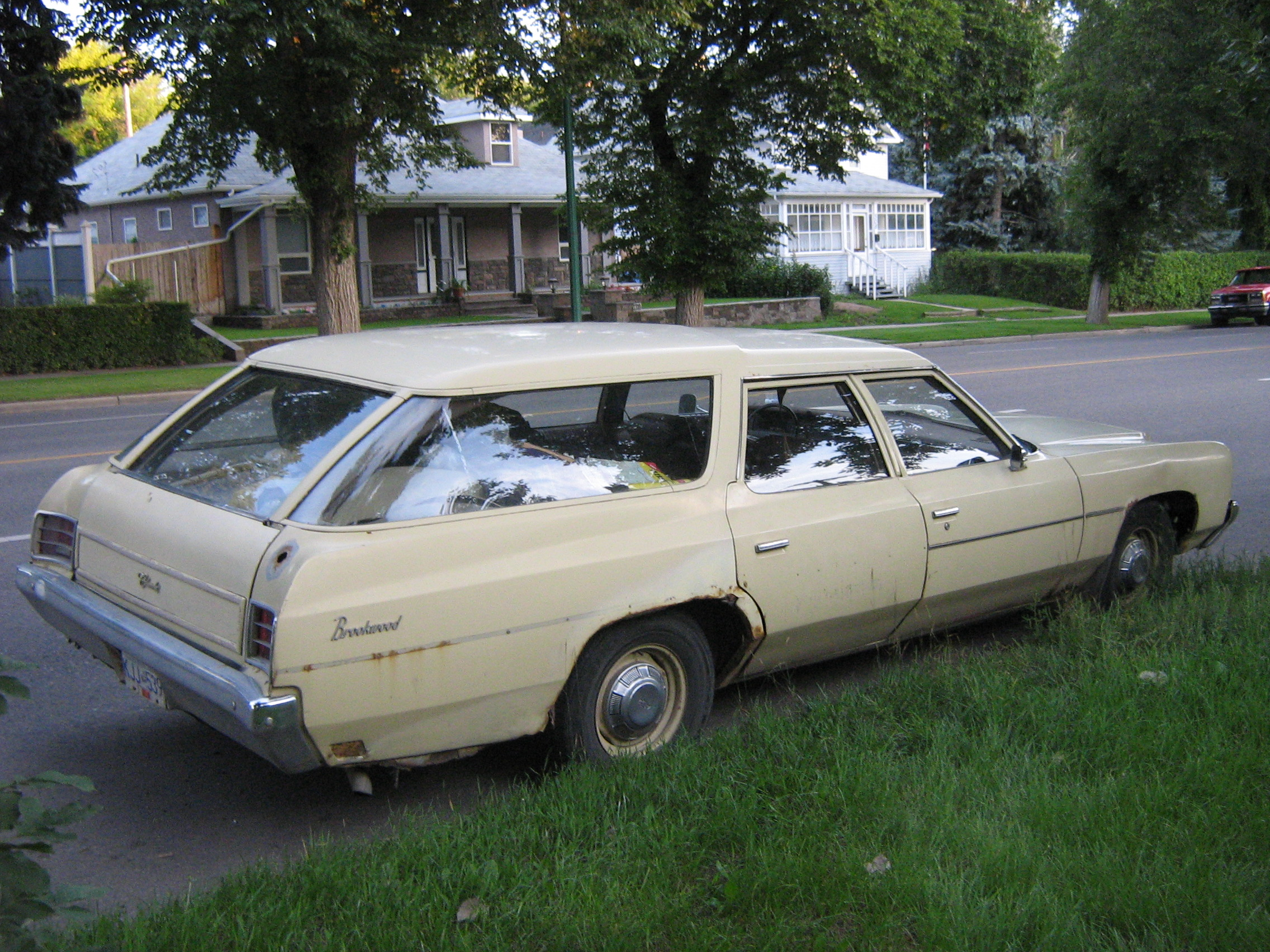
Chevrolet Brookwood IV - tył

Chevrolet Brookwood IV został zaprezentowany po raz pierwszy w 1969 roku.
Po ośmioletniej przerwie, Chevrolet przywrócił do sprzedaży na 4 lata model Brookwood jako tańszą alternatywę dla pokrewnych, dużych kombi koncernu General Motors takich marek jak Buick czy Oldsmobile.
Czwarta i ostatnia generacja Brookwooda wyróżniała się nową formułą nadwozia, które zyskało wyraźnie mniej wyraźnie zaznaczoną linię dachu w tylnej części nadwozia, wyraźnie zaakcentoane przetłoczenia i masywny przód z kanciastą atrapą, nisko osadzoną chłodnicy oraz podwójnymi reflektorami.

### Silniki
- L6 4.1l
- V8 5.7l
- V8 6.6l
- V8 7.4l